# コナコーヒー
コナコーヒー (Kona coffee) は、アメリカ合衆国のハワイ州のハワイ島西岸のコナコーストで主に栽培されているコーヒーの総称である。ブルーマウンテン、キリマンジャロに並び、コナコーヒーは世界三大コーヒーの一つである。

## 概要
アメリカ合衆国の州では、ハワイ州がコーヒーを商業ベースで生産している唯一の州であり、ホワイトハウスでもコナコーヒーが使われることもある 。
なお、日本企業でも、UCCやドトールコーヒーがコナコーストで観光農園を経営している。
嫌味のないすっきりとした酸味を持つ。ブレンドに用いると良質な酸味が与えられると言われる。ブルーマウンテンに次ぐ高価な豆で、偽物も多い。高価な理由は、希少価値というよりも、コーヒー豆の原産国のうち、数少ない先進国産のため、人件費・土地代などの費用が高いためと言われている。高価なため、基本的にはブレンドされているので、配合比率を確認することが推奨される。 
ハワイではこのほかに、カウアイ島やマウイ島でもコーヒーが作られている。

## コナコーヒーの定義
ハワイ州の法律ではコナで収穫されたコーヒー豆が製品内容量に対し10%以上のものを「コナ・ブレンド」と明記できるとあるので、比較的安価なコナコーヒーは残りの90%は違う品種の入ったコナブレンドといえる。

## コナコーヒー農場見学
コナコーヒーの農場はハワイ島の第二の都会であるカイルア・コナの近くにあるので、ハワイ島西海岸にあるリゾートへ世界から集まる観光客にも住民にも、コーヒー農場の見学や販売店訪問が盛んである。その地域は「コナコーヒー・ベルト」と呼ばれていて、カイルア・コナのダウンタウンまたはコナ国際空港からフアラライ山の中腹へ上がり、海抜約500メートルにあり、ハワイ州道190号線がパラニ・ロード（Palani Road）に入る少し手前から出るハワイ州道180号線（別名：North Kona Road）に沿っておもに展開しており、ホルアロア（Holualoa）の町を通り、カイナリウ（Kainaliu）でハワイ州道11号線に合流して、ケアレケクア（Kealakekua）やホーナウナウ（Hōnaunau）あたりまで続く 。